# Hydroporus foveolatus
Hydroporus foveolatus là một loài bọ cánh cứng trong họ Bọ nước. Loài này được Heer miêu tả khoa học năm 1839.